# Ľubomír Jahnátek
Ľubomír Jahnátek (ur. 16 września 1954 w Nitrze) – słowacki polityk, chemik i nauczyciel akademicki, profesor, parlamentarzysta, od 2006 do 2010 minister gospodarki, w latach 2012–2016 minister rolnictwa i rozwoju obszarów wiejskich.

## Życiorys
Z wykształcenia chemik, w 1978 ukończył wyższą szkołę techniczną SVŠT w Bratysławie. W 1991 uzyskał stopień kandydata nauk, habilitował się w 2004. W 2010 otrzymał nominację na profesora ze specjalnością elektroenergetyka.
Pracował w przedsiębiorstwach zajmujących się tworzywami sztucznymi, od 1978 zatrudniony w VÚSAPL Nitra. Od 1992 był m.in. dyrektorem generalnym firmy Plastika w Nitrze. W latach 2005–2006 kierował jednym z zakładów na wydziale inżynierii materiałowej Słowackiego Uniwersytetu Technicznego.
Zaangażował się w działalność polityczną w ramach partii SMER. W pierwszym rządzie Roberta Ficy sprawował urząd ministra gospodarki (2006–2010). W 2010 i 2012 był wybierany na posła do Rady Narodowej. W drugim gabinecie Roberta Ficy zajmował stanowisko ministra rolnictwa i rozwoju obszarów wiejskich (2012–2016). W 2016 utrzymał mandat poselski na kolejną kadencję. W 2017 powołany na prezesa ÚRSO, urzędu nadzoru energetycznego.